# 斯特蘭德沙山脈

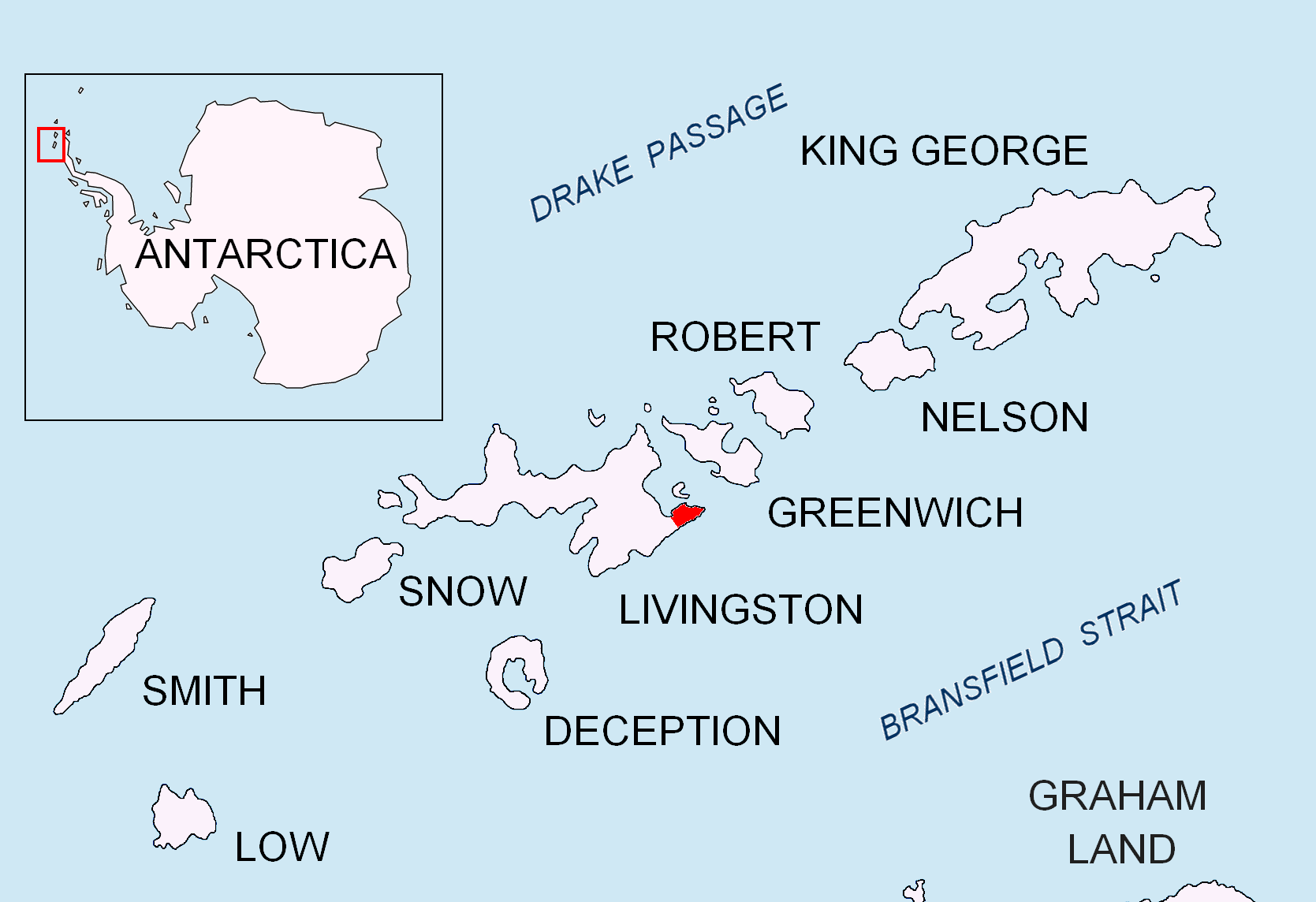

斯特蘭德沙山脈是南極洲的冰川，位於南設得蘭群島中利文斯頓島的布爾加斯半島，最終注入布蘭斯菲爾德海峽，該冰川以保加利亞的山峰命名。
62°38′20″S 59°54′00″W / 62.63889°S 59.90000°W.

## 外部連結
- SCAR Composite Antarctic Gazetteer（页面存档备份，存于）.